# 최팔용
최팔용(崔八鎔, 1891년 7월 13일 ~ 1922년 9월 14일)은 한국의 독립운동가이다. 본관은 전주(全州). 아호는 당남(塘南).

## 생애
함경남도 홍원 출생이다. 그가 나중에 아호를 따온 당남숙(塘南塾)이라는 서당에서 한학을 배운 뒤 오성중학교를 졸업하고 일본으로 유학했다. 와세다 대학교에서 수학하였으며, 한인 유학생학우회에 가입하여 기관지 《학지광》 편집국장으로 일했다.
와세다 대학에 재학 중이던 1919년, 도쿄에서의 2·8 독립선언에 실행위원 11인이자 9인 대표 중 한 사람으로 참가했다. 그는 처음부터 주도적으로 이 운동을 기획했으며, 동경과 서울에서 동시에 독립운동을 일으키기 위하여 와세대대학의 송계백을 서울로 보냈다. 행사 당일에도 조선청년독립단의 결성을 선포했하였다.
그는 체포되어 금고 9개월형을 선고받고 복역했다. 그러나 출옥 직전 송계백이 옥사하는 등 이들이 갇혔던 스가모형무소(일본어: 巢鴨刑務所)의 수형 생활은 가혹했던 것으로 추정된다. 최팔용도 옥중 후유증을 앓으며 건강이 급격히 쇠약해져, 출옥 후 2년 여가 지난 1922년 32세의 나이로 경성부에서 사망했다.
1962년 건국훈장 독립장이 추서되었다.

## 참고자료
- 대한민국 국가보훈처, 이 달의 독립 운동가 상세자료 - 최팔용, 1995년